# Glandularia porrigens
Glandularia porrigens là một loài thực vật có hoa trong họ Cỏ roi ngựa. Loài này được (Phil.) J.M.Watson & A.E.Hoffm. mô tả khoa học đầu tiên năm 1998.